# Алойз Сокол
Алойз Сокол (угор. Szokolyi Alajos, словац. Alojz Sokol; 19 червня 1871, Хронець, Словаччина — 9 вересня 1932, Бернецебараті, Угорщина) — угорський легкоатлет словацького походження, спортивний організатор, спортивний менеджер, архіваріус і лікар, бронзовий призер літніх Олімпійських ігор 1896. В 1896 році виграв біг на 100 ярдів, завдяки чому став першим чемпіоном Чемпіонату Угорщини з легкої атлетики.

## Молодість
Алойз Сокол народився 9 червня 1871 року в Хронець, Угорське королівство (теперішня Словаччина). Алойз був першим сином інженера Йожефа Соколи і Емілії Холуб. У віці 3 років його усиновили його бездітні хресні батьки: ветеран Революції в Угорщині 1848, Алойз Шонн і сестра батька Алойза Сокола, Амалія Соколи. Алойзи вчився у гімназії в місті Іполісаг, Ша́ги, закінчив середню школу в Банська Штявниця і Ле́вице. Він перевершував своїм талантом своїх однокласників ще почавши з середньої школи, будучи в 4 класі був номінований «найкращим гімнастом школи». Також Алойзи регулярно брав участь і перемагав у шкільних гімнастичних змаганнях. 1887 року Алойзи разом із сім'єю переїхав з міста Іполісаг до нової оселі в Бернецебараті, що знаходиться на протилежному березі річки Іпель. В 1889 році, Алойзи почав поступив в медичний факультет в Будапешті.

## Кар'єра

### Початок кар'єри та поразки
Навчаючись у Будапешті Алойзи не тратив час і вступив в команду клубу Magyar AC. Клуб цей був заснований в 1875 році і був першим легкоатлетичним клубом в континентальній Європі, зіграв роль піонера в розвитку спорту в Угорщині. Змагаючись в категорії юних легкоатлетів, Алойзи Сокол восени 1890 року виграв свій перший біг на дистанції 100 метрів в чемпіонаті клубу Magyar AC. (Тоді Magyar AC організував змагання щороку навесні і восени). Сокол взяв також участь у бігу чоловіків на 100 ярдів, де посів 3 місце.
На весняному чемпіонаті в наступному році, Алойзи посів друге місце в бігу на 100 ярдів, виграв Сем Сайтос. Проте, восени 1891 року він переміг в бігу на 100 ярдів, встановив новий рекорд, а також здобув перемогу в бігу на 402 метри.
Після стрімких перших успіхів, його кар'єра призупинилась, коли він сам приєднався до Kaiserjäger, де служив протягом двох років. Сокол почав брати участь у змаганнях лише в жовтні 1893 року, але довгий час, який він проводив без тренувань, дався взнаки, вплинув на його результати. Алойзи взяв участь у бігу на 100 ярдів і стрибках у висоту, але не переміг, лише в бігу на 120 ярдів йому вдалось прибігти другим. Чемпіоном став Менотті Реті. Наступні два роки також не можна назвати вдалими. Тимчасом, клуб Magyar AC підписав контракт з новим англійським тренером, Джоном Кешом. Поєднання методів навчання Кеша з працьовитістю Соколи окупились. На початку 1896 року Алойзи Сокол виграв біг на 110 метрів з перешкодами, завдяки чому забезпечив собі місце в літніх Олімпійських іграх 1896, став членом Угорської олімпійської команди.

### Літні Олімпійські ігри 1896
Перед виїздом до Афін, Сокол випадково пошкодив підошву. Як стало відомо з щоденника Нандора Дані, Алойзи дуже страждав від заданої травми, проте і так встиг стати джокером Угорської команди. Угорці здобули велику популярність в Афінах, оскільки вони були першими, прибулими до Афін, іноземцями. Їх маленька, але дуже дружна команда, яка за порадою самого Алойзи Сокола почала носити капелюхи з синіми і білими стрічками, тобто в кольорах Греції, швидко стали фаворитами господарів.
Соколи першим змагався у бігу на 100 метрів. Він посів друге місце з часом 12,75 сек. і вийшов у фінал. Алойзи став одним із чотирьох спортсменів, які пробігли цю дистанцію з часом 12, 6 секунд. Урядовці вирішили, що він разом з Френсісом Лейном з США, здобули третє місце; Александрос Халкокондиліс з Греції здобув 4 місце. На даний момент, Міжнародний олімпійський комітет вважає, що Лейн і Сокол здобули разом бронзову медаль (чемпіони літніх Олімпійських іграх 1896 в Афінах не нагороджувались медалями). Сокол посів 4 місце в потрійному стрибку з найкращим стрибком довжиною в 11,26 м.
Очікувалось, що Алойзи Сокол посяде 1 місце в бігу на 100 метрів з перешкодами, адже він не один раз ставав чемпіоном саме в цій дисципліні спорту, але на превеликий жаль, при спірних обставинах, Алойзи не зміг взяти участь в цьому змаганні. По словам офіційних повідомлень і ранкової газети Akropolis, мали відбутись чотири відбіркові забіги. Проте, через відсутність деяких учасників, забіги було об'єднано і проведено всього лише 2 з 4 забігів. Сокол, який брав участь у першому забігу, перемагав, доки не спіткнувся при останній перешкоді, даючи шанс Грентлі Томасу Смарт Гулдінгу, який випередив його і став чемпіоном.
Сокол зрештою посів друге місце і разом з двома чемпіонами з другого забігу мав взяти участь у кінцевому, фінальному забігу. Сокол разом з Вільямом Уеллс Хойтом було виключено зі змагань, проти правил Міжнародного олімпійського комітету, проте буцімто згідно з правилами Amateur Athletic Association of England. Чемпіоном в бігу на 100 м став американець Томас Кертіс, друге місце посів Грентлі Томас Смарт Гулдінг.

### Подальша кар'єра та відставка
Після повернення з літніх Олімпійських ігор 1896 року, Алойзи взяв участь у змаганнях гандикап на щорічному весняному чемпіонаті. Тоді ж Алойзи і показав свій найкращий результат, вигравши біг на 100 ярдів, біг на 110 ярдів з перешкодами, змагання з потрійного стрибку і естафету. Угорська атлетична асоціація, створена в 1897 році оголосила змагання з бігу на 100 метрів і бігу на 1 милю. Першими чемпіонами Угорщини з легкої атлетики було проголошено Соколи і František Horn.
В 1896 році не тільки проведено перші сучасні Олімпійські ігри, але також відбулось святкування тисячоліття Угорського landtaking. У зв'язку з цим було організовано безліч престижних спортивних змагань і виставок та різноманітних шоу. Соколи, свого часу знаменитий спортсмен, легкоатлет, був зображений на рекламах. Крім того, Алойзи займався організацією цього заходу як секретар Національного гімнастичного та спортивного комітету.
З 1896 року, Алойзи зосередився більше на організації різноманітних змагань, аніж на самій участі в них. Зрештою, в 1900 році пішов у відставку. Сокол був активним спортсменом протягом всіх 10-ти років. За весь цей час, Алойзи взяв участь у 71 заході в 29 спортивних змаганнях, вигравав 26 раз, 16 раз посідав 2-ге місце, 6 раз — посів третє. Крім того, за всі 10 років Сокол поліпшив Угорський національний рекорд аж в 13 раз.

### Старість і смерть

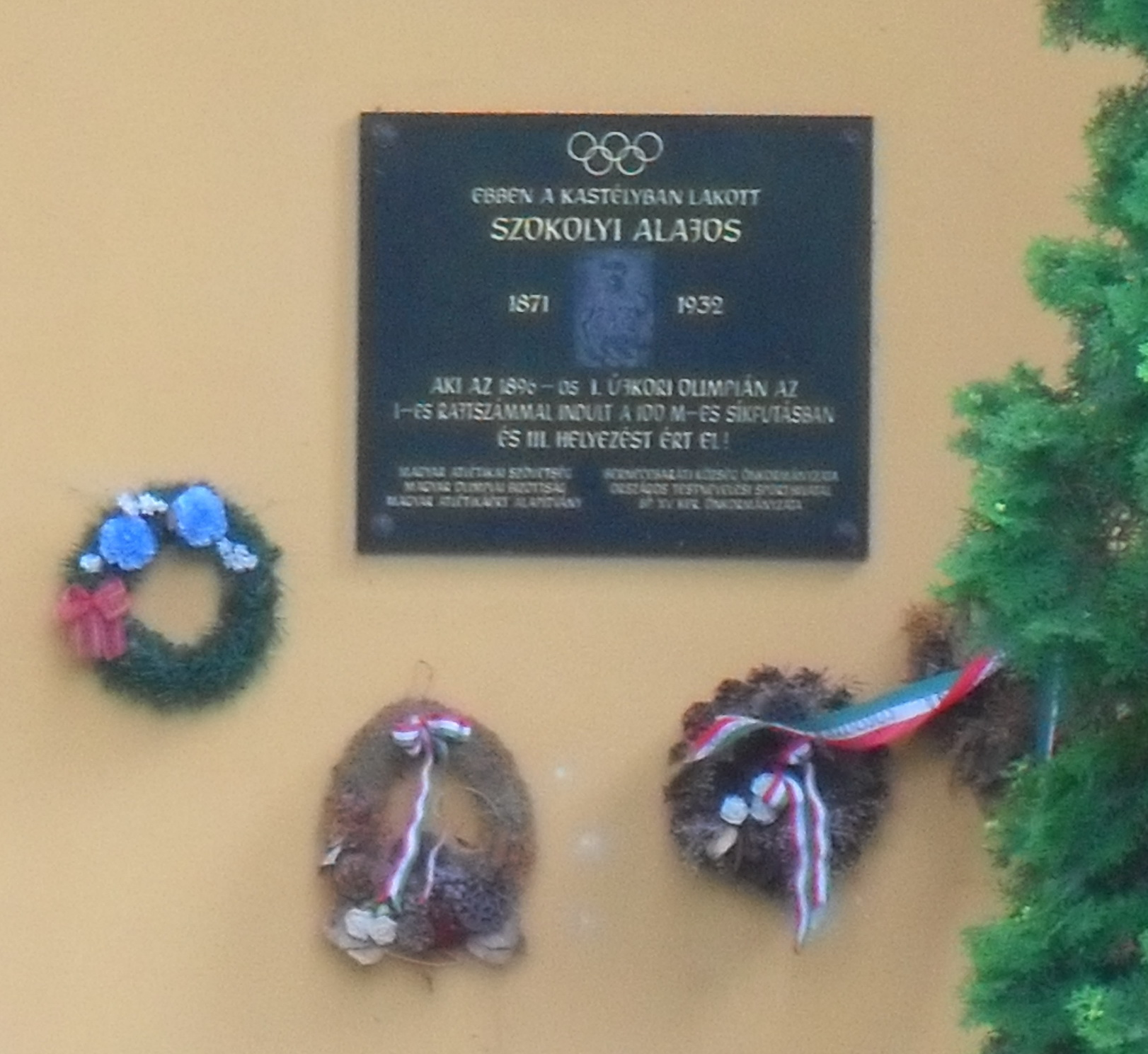
Пам'ятна дошка на особняку Соколів

Після виходу на пенсію, Алойзи повернувся в свій маєток в Бернецебараті і 27 листопада 1900 року одружився з Шарлоттою Берчтолд. До цього, Алойзи поріднився зі знатними родами — Берчтолдами, Каройями, Банфі з Лошонца.
У пари народилось п'ятеро дітей. Алайос був священиком, Йожеф — військовим, Ференц — агрономом, який пішов по стопам батька і здобув пару спортивних нагород. Дочка Елізабет вийшла заміж за графа Стівена Révay, засновника-президента Асоціації фізичного виховання угорців в Чехословаччині. Крім Елізабет, Алойзи мав також доньку Мері.
В 1906 році Алойзи Сокол заснував Спортивну асоціацію в Хонто, був її президент аж до своєї відставки в 1912 році. В 1907 році був призначений головним архіваріусом Хонту. В 1910 році змінив правопис свого імені на Szokolyi (Соколий).
Під час Першої світової війни організував медичну службу округу як головний лікар військового госпіталю в місті Іполісаг. Після закінчення війни Іполісаг потрапив під чехословацьку адміністрацію. Сокол згодом пішов в відставку. В 1928 році в нього діагностували атеросклероз. Алойзи Сокол помер від серцевого нападу в 1932 році.